# Baby I'm-a Want You
| Recensione              | Giudizio |
| ----------------------- | -------- |
| AllMusic                | [ 1 ]    |
| Dizionario del Pop-Rock | [ 2 ]    |

Baby I'm-a Want You è il quarto album in studio del gruppo rock statunitense Bread, pubblicato nel gennaio del 1972.
L'album fu certificato disco d'oro dalla RIAA il 9 marzo 1972 (500 000 copie vendute).
Il disco si piazzò al terzo posto nella chart statunitense The Billboard Hot 200, mentre i brani contenuti nell'album e pubblicati anche come singoli si piazzarono nella chart di categoria a loro riservata (The Billboard Hot 100): Baby I'm-a Want You (#3), Everything I Own (#5), Diary (#15), Mother Freedom (#37).

## Tracce
Lato A
1. Mother Freedom – 2:35 (David Gates)
2. Baby I'm-a Want You – 2:25 (David Gates)
3. Down on My Knees – 2:44 (David Gates, James Griffin)
4. Everything I Own – 3:06 (David Gates)
5. Nobody Like You – 3:11 (David Gates, James Griffin, Larry Knechtel)
6. Diary – 3:05 (David Gates)

Lato B
1. Dream Lady – 3:23 (Jimmy Griffin, Robb Royer)
2. Daughter – 3:21 (David Gates)
3. Games of Magic – 3:09 (Jimmy Griffin, Robb Royer)
4. This Isn't What the Governmeant – 2:15 (David Gates)
5. Just Like Yesterday – 2:15 (James Griffin)
6. I Don't Love You – 2:50 (James Griffin)

## Formazione
- David Gates - chitarra, basso, moog, violino
- David Gates - voce solista (brani: Mother Freedom, Baby I'm-a Want You, Everything I Own, Diary, Daughter e This Isn't What the Governmeant)
- David Gates - chitarra solista (brano: This Isn't What the Governmeant)
- James Griffin - chitarra, pianoforte
- James Griffin - voce solista (brani: Down on My Knees, Nobody Like You, Dream Lady, Games of Magic, Just Like Yesterday e I Don't Love You)
- James Griffin - chitarra solista (brano: Mother Freedom)
- James Griffin - pianoforte solo (brano: Just Like Yesterday)
- Larry Knechtel - pianoforte, basso, organo, armonica, chitarra, tastiere
- Larry Knechtel - pianoforte solo (brano: Nobody Like You)
- Larry Knechtel - chitarra solista (brano: Daughter)
- Mike Botts - batteria, percussioni

Note aggiuntive
- David Gates - produttore, arrangiamenti
- James Griffin - produttore associato
- Registrazioni effettuate al Sound Recorders ed al Sound Labs di Hollywood, California
- Armin Steiner - ingegnere delle registrazioni
- Frank Bez - fotografie
- Robert Heimall - art direction
- Mickey Manoogian - lettering
- Ringraziamenti speciali a: Jac Holzman, Al Schlesinger, Willie Leopold e Darryl Palagi[7]